# 六亚硝酸根合铜(II)酸铅钾
六亚硝酸根合铜(II)酸铅钾是一种配位化合物，化学式为K2Pb[Cu(NO2)6]，它属于立方晶系Fm3空间群，晶胞参数a=10.672 (1)Å。它可由硝酸铜和硝酸铅的混合溶液与亚硝酸钾反应制得，它也能通过Na2Pb[Cu(NO2)6]和K+的反应产生。

## 拓展阅读
- 杨增武. 亚微米含能硝基配合物的制备及其性能研究. 江苏: 南京理工大学, 2014. doi:10.7666/d.Y2521744.